# La Plus Secrète Mémoire des hommes
La Plus Secrète Mémoire des hommes est un roman de Mohamed Mbougar Sarr publié en 2021 aux éditions Philippe Rey et Jimsaan. Il reçoit le prix Goncourt la même année, au premier tour du scrutin.
Ce roman fait partie des "25 chefs-d’œuvre de la littérature mondiale qui vont marquer le XXIème siècle" d'après l'hebdomadaire Télérama.
Début novembre 2022, l'ouvrage s'était vendu à 550 000 exemplaires.

## Résumé
Diégane, le narrateur, un écrivain sénégalais qui vit à Paris, est à la recherche de T. C. Elimane, l’auteur du Labyrinthe de l’inhumain, livre fantomatique qu’il a découvert par hasard et qui a changé sa vie et sa conception de la littérature.
Publié en 1938, ce livre avait été l'objet de nombreuses critiques plus ou moins racistes. Son auteur, accusé de plagiat, a immédiatement disparu.
Dans sa quête, Diégane rencontre Siga D., qui semble détenir beaucoup de secrets. Elle connaît le drame des parents d’Elimane, le mystère de sa naissance et les raisons cachées de son départ pour la France. Elle a également rencontré la journaliste qui avait interviewé les éditeurs d’Elimane sans en tirer grand-chose, ainsi qu’une poétesse haïtienne qui avait vécu quelques années avec lui en Argentine.  Elle non plus n'avait pu briser son silence, comprendre ce qu’il cherchait quand il arpentait périodiquement toute l’Amérique latine, et savoir ce qu’il est maintenant devenu.
Diégane ne retrouve la trace d’Elimane qu’un an après sa mort. Il avait laissé une lettre pour « celui qui viendrait », ainsi que le début d’un autre manuscrit. Diégane sait maintenant ce qu’il doit en faire.

## Personnages
- Diégane Latyr Faye, le narrateur. Écrivain, il a publié Anatomie du vide, vendu à 79 exemplaires, mais a néanmoins été qualifié de « promesse à suivre de la littérature francophone ». Il connaît le livre d’Elimane par une simple mention dans un Précis des littératures nègres, et peut enfin le lire quand Siga D. lui en prête un exemplaire et lui confie petit à petit tout ce qu’elle sait. Diégane poursuit l’enquête pour retrouver Elimane, rentre à Dakar deux jours après la mort de Fatima Diop, et retrouve enfin sa trace, un an après sa mort. Ta Dib lui raconte ses dernières années et lui remet son dernier manuscrit.
- T. C. Elimane. Né au Sénégal, puis venu à Paris, il est l’auteur du Labyrinthe de l’inhumain. Ce livre raconte l’histoire d’un Roi sanguinaire, prêt à commettre le Mal absolu pour obtenir le Pouvoir, mais qui découvre que même les voies du Mal absolu le ramènent à l’Humanité. Accusé de plagiat par la presse dès la parution du livre en 1938, Elimane disparaît. Il passe la guerre en France et s’engage dans la Résistance. Il parcourt toute l’Europe à la Libération, puis arrive en Argentine en 1949. Il arpente toute l’Amérique du Sud, et retrouve enfin celui qu’il cherchait désespérément, Joseph Engelmann. Rentré dans son village, il y devient guérisseur. Il meurt plus que centenaire, en laissant un autre manuscrit, que Diégane retrouvera.
- Aïda. Métisse de père colombien et mère algérienne, journaliste. Maîtresse de Diégane pendant un an, elle le quitte pour suivre la révolution algérienne, et le retrouvera par hasard à Dakar.
- Brigitte Bollème. Journaliste, elle est l’auteur d’une enquête, Qui était vraiment le Rimbaud nègre ? Odyssée d’un fantôme, parue en 1948. Elle répond aux questions de Siga D. sur Elimane, et dit le soupçonner d’être derrière la vague de suicides qui a décimé les critiques ayant écrit des articles défavorables au Labyrinthe de l’inhumain.
- Siga D.[3]. Écrivaine sénégalaise d’une soixantaine d’années, dont chacun des livres provoque un scandale. Fille d’Ousseynou Koumakh, donc cousine d’Elimane. Elle prête le Labyrinthe de l’inhumain à Diégane et lui en révèle petit à petit les secrets accumulés autour de lui.
- Denise. Martiniquaise étudiant la philosophie à Nanterre en même temps que Siga D., elle danse seins nus dans un club pour survivre. Un soir elle rencontre quelqu’un qui pourrait être Elimane, et en meurt.
- Fatima Diop. Étudiante sénégalaise qui s’est suicidée par le feu en direct sur Facebook devant l’assemblée nationale sénégalaise. Sa mort provoque des manifestations anti-gouvernementales à Dakar.
- Charles Ellenstein. Co-éditeur du Labyrinthe de l’inhumain avec Thérèse Jacob. Il accompagne Elimane dans la vaine recherche de la tombe de son père. En 1942, il essaie de retrouver Elimane à Paris, mais rencontre Joseph Engelmann, qui le fait arrêter et déporter.
- Joseph Engelmann. Officier allemand en garnison à Paris, il a pour maîtresse Claire Ledig. Malgré son goût affiché pour la littérature, il fait arrêter Charles Ellenstein. Elimane le poursuivra pendant des années en Amérique latine.
- Thérèse Jacob. Co-éditrice du Labyrinthe de l’inhumain avec Charles Ellenstein. Recluse au bord de la mer, elle confiera une lettre et une photo d’Elimane à Brigitte Bollème, qui les transmettra à Siga D.
- Assane Koumakh. Mari de Mossane et père d’Elimane, il va à l’école des Blancs et s’engage dans l’armée française en 1914, alors que sa femme est enceinte. Il disparaît au front. Son fils ne retrouvera jamais sa tombe.
- Ousseynou Koumakh. Oncle d’Elimane. Quand Assane Koumakh, son jumeau rival haï, part en France s'engager lors de la première guerre mondiale, il recueille Mossane, épouse d'Assane et future mère d'Élimane ; il prendra soin de la mère et de l'enfant jusqu'à la mort de l'une et au départ de l'autre. Il ne cessera jamais de demander à Mossane : « Pourquoi lui ? ». Devenu aveugle, il suit l’enseignement d’un sage soufi, et devient un guérisseur renommé.
- Claire Ledig. Ancienne secrétaire de la maison d’édition de Charles Ellenstein et Thérèse Jacob. Compagne d’un officier allemand, Joseph Engelmann, elle trahit involontairement Ellenstein, qui est arrêté par les Allemands. Elle sera tondue à la Libération.
- Mossane. Mère d’Elimane. Aimée par les jumeaux Koumakh, elle épousera Assane. Ce dernier la confie  enceinte à son frère Ousseynou, avant de quitter le Sénégal. Elle deviendra folle après le départ pour la France d’Elimane, qui la laisse sans nouvelles. Elle ne répondra jamais à la question d’Ousseynou Koumakh : « Pourquoi lui ? ».
- Musimbwa. Écrivain congolais qui a déjà publié quatre livres, il a quitté son travail de barman pour se consacrer à la littérature. Il découvre le Labyrinthe de l’inhumain grâce à son ami Diégane. Sa lecture l’incite à rentrer au pays, au village de son enfance où, enfant, il fut témoin de l’assassinat de ses parents par des miliciens.
- Béatrice Nanga. D’origine camerounaise, elle fréquente le même cercle littéraire que Diégane, Musimbwa et Faustin Sanza.
- Chérif Ngaïdé. Professeur de philosophie, militant de l’opposition sénégalaise, ancien condisciple de Diégane au lycée. Il se sent responsable de la mort de Fatima Diop, qu’il connaissait, et tente à son tour de se suicider par le feu. L’intervention de Diégane le sauve de justesse, mais il restera invalide.
- La poétesse haïtienne. Fille de diplomates en poste en Argentine. Elle raconte à Siga D. y avoir rencontré Elimane en 1958. Il fréquentait, sans jamais dire un mot, les cercles littéraires argentins. Devenue sa maîtresse, elle n’a pu briser son silence quant aux raisons de son exil et de ses voyages incessants dans toute l’Amérique du Sud. Fonctionnaire internationale, elle prendra un poste à Dakar avec l'idée d'y retrouver la trace d'Élimane ; elle y rencontrera la jeune Siga alors errante, ce sera le début d'une amitié. Grâce à son aide, Siga pourra se rendre en France pour y étudier.
- Faustin Sanza. Colosse congolais, poète confidentiel et critique littéraire à la plume acerbe, il cherche la vérité dans la pure abstraction des mathématiques.
- Stanislas. Polonais, co-locataire de Diégane, anarchiste. Il prépare une nouvelle traduction de Ferdydurke, un roman de Witold Gombrowicz.
- Ta Dib. L’une des trois épouses d’Ousseynou Koumakh, la seule survivante lors de la visite de Diegane. Elle lui raconte le retour d’Elimane en 1986 et sa mort, plus que centenaire, l’année précédente.
- Eva Touré. Influenceuse franco-guinéenne victime d’incontinence littéraire.

## Dédicace
Mohamed Mbougar Sarr a dédié son ouvrage à l'écrivain malien Yambo Ouologuem qui lui a inspiré le personnage de T. C. Elimane. Il revendique également l'influence de l'écrivain chilien Roberto Bolaño.

## Éditions
- Mohamed Mbougar Sarr, La Plus Secrète Mémoire des hommes, Philippe Rey, 2021 (ISBN 978-2-84876-886-1, OCLC 1266530275).